# 道の駅ことなみ

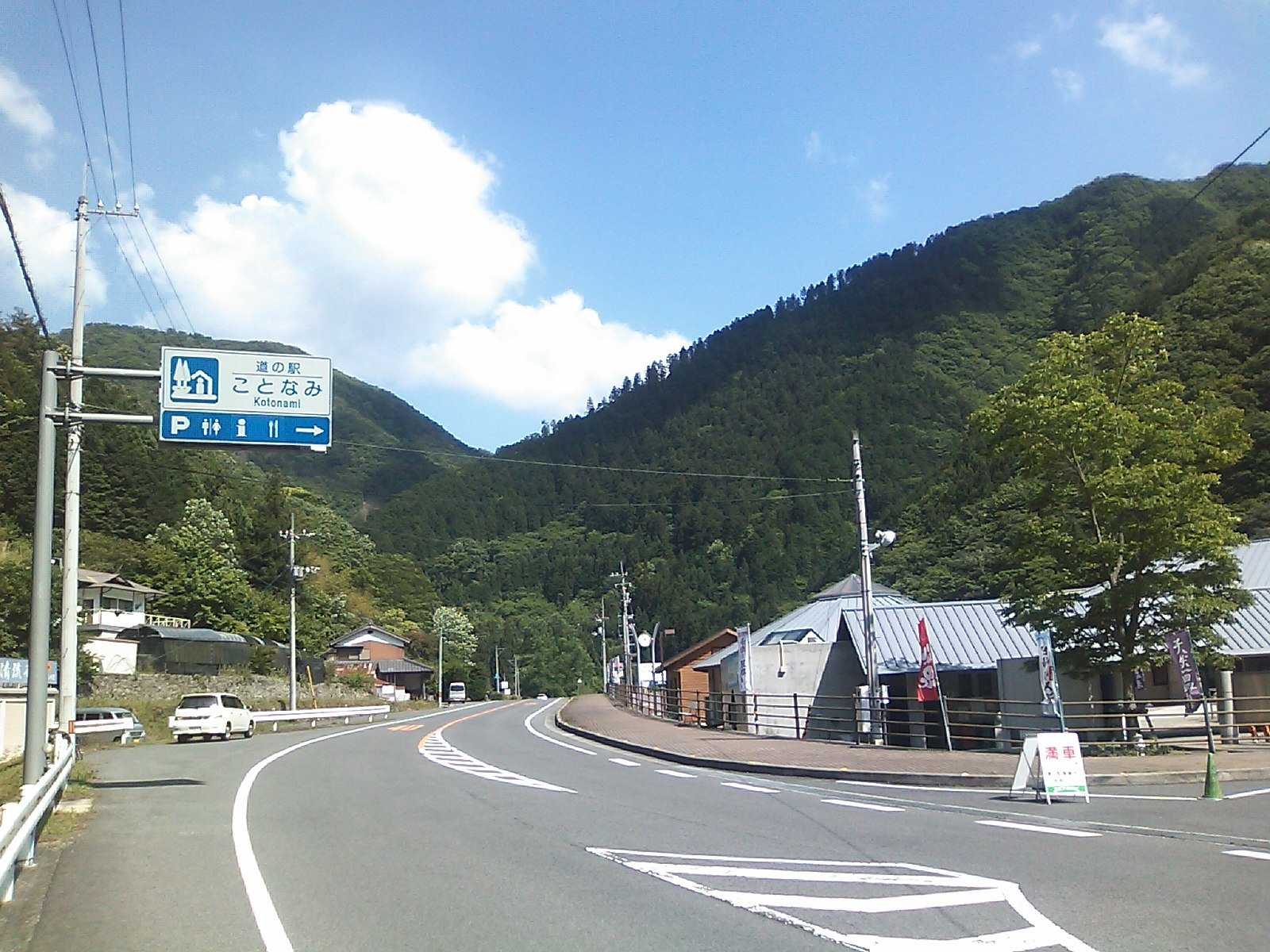
国道438号道の駅ことなみ

道の駅ことなみ（みちのえき ことなみ）は、香川県仲多度郡まんのう町にある国道438号の道の駅である。

## 施設
- 駐車場
  - 普通車：129台
  - 大型車：5台
  - 身障者用：1台
- トイレ
  - 男：小 15器（0器）
  - 女：9器（9器）
  - 身障者用：2器（1器）

※（）内は、24時間利用可能
- 公衆電話
- 公衆FAX
- サービス施設「出逢いの庄みあい」
  - レストラン
  - 温泉施設「エピアみかど」
  - 青空市場

## 休館日
- 毎週火曜日(正月、お盆、祝日の場合は営業)

## アクセス
- 国道438号 - 登録路線
  - 香川県道154号久保谷塩江線

## 周辺
- 明神川
- 美霞洞温泉
- 美霞洞渓谷
- 大川山